# Alles für den Gast Salzburg
Die Alles für den Gast Salzburg ist eine Fachmesse für Gastronomie und Hotellerie.
Die Messe wird seit 1970 jährlich im Messezentrum Salzburg veranstaltet und ist die größte österreichische Fachmesse in diesem Bereich, und Leitmesse für den Donau-Alpen-Adria-Raum. Neben dieser Alles für den Gast Salzburg – Herbst finden unter dem Namen Hotel & Gast Salzburg bzw. Hotel & Gast Wien alternierend zwischen Salzburg und Wien auch Gastronomie Fachmessen im Frühjahr statt.
Auch sie werden von der Reed Exhibitions in Österreich veranstaltet. Die Zusammenarbeit zwischen dem Messezentrum Salzburg und Reed findet der Basis eines rein mündlichen Abkommens statt.
Die Statistik Alles für den Gast Salzburg – Herbst. 2013:
Nettofläche (m²): 25.997
Aussteller: 719
Besucher: 47.118
An der „Alles für den Gast 2022“ nahmen 34.204 Besucher und 629 Aussteller teil.